# Torre de telegrafía óptica de Motilla del Palancar
La torre de telegrafía óptica de Motilla del Palancar, llamada Torre Juan Bueno, es una de las que formaba parte de la línea de Barcelona, que había de comunicar Madrid con aquella ciudad vía Valencia.

## La telegrafía óptica en España
La telegrafía óptica es un invento que se remonta al siglo de la Ilustración, el siglo XVIII. Fue un avance tecnológico de gran importancia, nacido en Francia, que facilitó la rápida transmisión de noticias. En España las líneas de telégrafo óptico no se levantaron hasta la década de 1840, época en la que en Europa ya empezaba a funcionar la telegrafía eléctrica. Por motivos de seguridad se desechó este último tipo de telegrafía dado el peligro de corte de cables por bandoleros o insurgentes.
Estas torres fueron construidas entre 1848 y 1849 para poner en marcha un servicio de mensajería rápida que supusiera una gran revolución en la comunicación postal del siglo XIX entre la capital y la periferia del país. Este sistema permitía que un mensaje se transmitiera de la primera a la última torre en tan sólo treinta minutos.
La línea Madrid-Valencia comienza su construcción en 1848 y su funcionamiento un año más tarde con treinta torres. La primera estación estaba en Madrid en el edificio de la Aduana, actual Ministerio de Economía y Hacienda al comienzo de la calle Alcalá y el final en el convento de San Francisco de Valencia, hoy desaparecido. Enlazaba con la línea Valencia-Barcelona.
Los telegrafistas fueron principalmente militares licenciados los cuales se consideraban preparados para dicha misión. Muchos excombatientes de la Primera Guerra Carlista entraron en el servicio por considerarse los más indicados por las penalidades que tendrían que soportar. La organización que se dio al cuerpo de telégrafos fue paramilitar con un nivel superior (facultativo) con acceso al código secreto y otro inferior compuesto por operarios. Las líneas se organizaban militarmente en divisiones con jefatura en cada capital de provincia y cada división en cuatro o cinco secciones compuesta a su vez de cinco o seis estaciones. El personal reclutado, entre oficiales del ejército, lo componían los inspectores de línea, de 1ª y de 2ª clase. El primero era José María Mathé Aragua y de los segundos había dos por cada línea. La dotación teórica de cada estación era de dos operarios, más un auxiliar. Los torreros se alternaban entre sí por turnos. Para que un servicio así funcionase con diligencia se exigía una rigurosa disciplina que exigía una organización paramilitar. Los edificios levantados para servir de soporte a este nuevo avance tecnológico fueron diseñados como torres defensivas fortificadas, como la que se encuentra en Graja de Iniesta o se ocuparon otros edificios suficientemente fortificados. Por orden ministerial de uno de marzo de 1844 se señalaban las condiciones que debían cumplir los lugares donde se colocasen las estaciones repetidoras del telégrafo óptico:
- La distancia entre las estaciones sería como mínimo de dos leguas y máximo de tres, teniendo en cuenta los accidentes geográficos.
- Deberían seguirse las carreteras existentes buscando la mayor seguridad de las zonas transitadas.
- Las estaciones se fijarían en poblaciones siempre que fuera posible.
- En las capitales de provincia se debería procurar colocar las estaciones en el mismo edificio que las autoridades civiles o militares.
- Eran preferibles edificios fortificados del Estado, torres de iglesias o ermitas, castillos o casas fuertes que pudieran defenderse en caso de necesidad.
- Se debería mantener la alineación siempre que fuera posible procurando un radio visual de la línea perpendicular al frente de cada torre, aunque según escribe Madoz: la mayor y más esencial ventaja que lleva, sin disputa, nuestra máquina telegráfica a todas las demás conocidas es la de que sus signos son visibles con igual claridad desde todos los puntos del horizonte, al paso que en la de otros países la percepción de aquellos solo es exacta cuando se observan en una dirección perpendicular....[1]

## Descripción de la torre

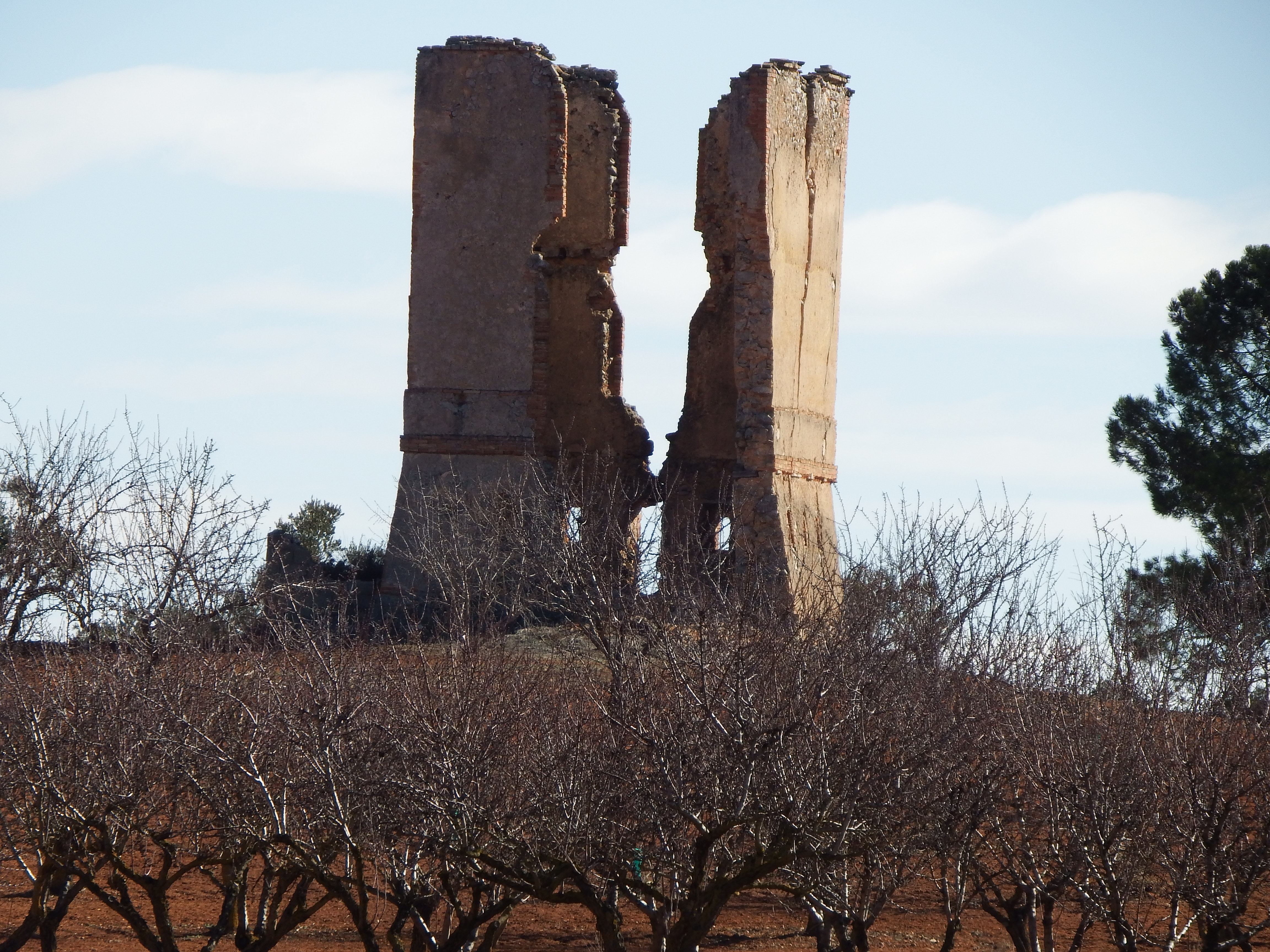
Las paredes oriental y occidental están muy dañadas, por lo que las ventanas y la puerta de acceso ya no se aprecian. Sí pueden verse las aspilleras en la planta inferior.

De la construcción, se conserva hasta la altura de la cornisa los lados norte y sur. Los lados este y oeste están en muy mal estado. El zócalo conserva su remate de ladrillos, la moldura intermedia y los esquinales que son también de ladrillos. La fachada oriental presenta un gran boquete junto a la esquina izquierda y una gran grieta que recorre el centro del lienzo destruyendo todos los vanos del primer cuerpo y la aspillera central. Aún conserva restos del enlucido fino, de color amarillento claro e impactos de proyectiles sobre el zócalo. El lado norte muestra el revoco bien conservado. Su estructura la altera una pequeña construcción moderna, adosada a su esquina derecha y ya hundida. El lado occidental ha perdido toda su mitad derecha. El lado sur presenta numerosas grietas y restos de enlucido fino en el zócalo. El interior se conserva bien sobre todo en su lado sur. Las aspilleras de este lado y su contrario tenían una repisa con estructura de madera. Quedan también los restos del hueco de la escalera en la esquina NE.

## Historia
La torre era la número dieciocho del tramo de Madrid a Valencia, que se comenzó a construir en 1848 y que entró en servicio el 21 de octubre de 1849. Inicialmente se habían previsto dos comandancias, una en Madrid y otra en Valencia, pero por cuestiones de seguridad y funcionamiento se añadió una en Motilla del Palancar.
La instalación se entregó en condiciones deficientes. Así el supervisor de su construcción, que también lo era de las torres de Olmedilla de Alarcón, Castillejo de Iniesta y Graja de Iniesta, hizo constar en diciembre de 1849 que faltaban el embaldosado del suelo, las puertas interiores y todo el enlucido interior. A los cuatro meses de la puesta en servicio hubo de repararse la azotea y otros elementos, como también pasó en Graja de Iniesta.